# Torneo Nacional Interprovincial 2011
El Torneo Nacional Interprovincial 2011 fue un torneo promocional organizado por la Asociación Nacional de Fútbol de Bolivia con representantes de las provincias de los departamentos de Bolivia, el torneo se jugó en San Ignacio de Velasco entre el 12 y 17 de julio de 2011. El ganador fue JV Mariscal, que clasificó al Grupo B del Nacional B 2011/12.

## Formato
El torneo tuvo como sede el municipio de San Ignacio de Velasco en el Estadio 31 de Julio con capacidad para 4.000 espectadores y la Cancha de la Mutual de Exjugadores. Participaron 8 equipos de provincias bolivianas, no participó el representante de Cochabamba por problemas entre la ANF y la AFC.
En este torneo solamente pueden participar clubes, equipos o selecciones de fútbol de las Provincias de Bolivia que no estén afiliados a sus respectivas Asociaciones Departamentales, y a sí mismo, sus jugadores no deben estar inscritos en dichas Asociaciones por el lapso anterior de 1 año, esto con el fin de promocionar jugadores de las provincias de Bolivia.
Los 8 equipos fueron repartidos en 2 series de 4 equipos, los 2 mejores de cada grupo jugaron las semifinales de forma cruzada, los ganadores una final y los perdedores el tercer lugar.

## Datos de los equipos
| Equipo                           | Municipio              | Provincia              | Departamento |
| -------------------------------- | ---------------------- | ---------------------- | ------------ |
| Abaroa                           | Camargo                | Nor Cinti              | Chuquisaca   |
| Atlético San Borja               | San Borja              | General José Ballivián | Beni         |
| Caracollo de Cercado             | Caracollo              | Cercado                | Oruro        |
| Colegio Seminario de San Ignacio | San Ignacio de Velasco | Velasco                | Santa Cruz   |
| Economía                         | Uncía                  | Rafael Bustillo        | Potosí       |
| Juventud Unida de Pocitos        | Yacuiba                | Gran Chaco             | Tarija       |
| Juventud Valerosa Mariscal       | El Alto                | Murillo                | La Paz       |
| Las Piedras                      | Puerto Gonzalo Moreno  | Madre de Dios          | Pando        |

## Serie A
| Pos | Equipo      | Pts | PJ | G | E | P | GF | GC | Dif |
| --- | ----------- | --- | -- | - | - | - | -- | -- | --- |
| 1º  | Seminario   | 7   | 3  | 2 | 1 | 0 | 4  | 1  | 3   |
| 2º  | JV Mariscal | 6   | 3  | 2 | 0 | 1 | 7  | 1  | 6   |
| 3º  | Abaroa      | 1   | 3  | 0 | 1 | 2 | 1  | 5  | -4  |
| 4º  | Caracollo   | 1   | 3  | 0 | 1 | 2 | 1  | 14 | -13 |

Pts = Puntos; PJ = Partidos Jugados; G = Partidos Ganados; E = Partidos Empatados; P = Partidos Perdidos; GF = Goles Anotados; GC = Goles Recibidos; Dif = Diferencia de gol

## Serie B
| Pos | Equipo             | Pts | PJ | G | E | P | GF | GC | Dif |
| --- | ------------------ | --- | -- | - | - | - | -- | -- | --- |
| 1º  | Atlético San Borja | 7   | 3  | 2 | 1 | 0 | 4  | 1  | 3   |
| 2º  | Juventud Unida     | 6   | 3  | 2 | 0 | 1 | 4  | 1  | 3   |
| 3º  | Las Piedras        | 4   | 3  | 1 | 1 | 1 | 2  | 2  | 0   |
| 4º  | Economía           | 0   | 3  | 0 | 0 | 3 | 0  | 6  | -6  |

Pts = Puntos; PJ = Partidos Jugados; G = Partidos Ganados; E = Partidos Empatados; P = Partidos Perdidos; GF = Goles Anotados; GC = Goles Recibidos; Dif = Diferencia de gol

## Fase Final
|  | Semifinales         | Semifinales         |       |                    | Final               | Final               |  |
|  | 15 de julio de 2011 | 15 de julio de 2011 |       |                    | 17 de julio de 2011 | 17 de julio de 2011 |  |
|  |                     |                     |       |                    |                     |                     |  |
|  | 15 de julio         |                     |       |                    |                     |                     |  |
|  | Seminario           | 1 (1)               |       |                    |                     |                     |  |
|  | Juventud Unida      | 1 (3)               |       |                    |                     |                     |  |
|  |                     |                     |       |                    |                     |                     |  |
|  |                     |                     |       |                    | 17 de julio         |                     |  |
|  |                     |                     |       |                    | Juventud Unida      | 0 (5)               |  |
|  |                     | JV Mariscal         | 0 (6) |                    |                     |                     |  |
|  |                     |                     |       |                    |                     |                     |  |
|  |                     |                     |       |                    |                     |                     |  |
|  |                     |                     |       |                    | Tercer lugar        |                     |  |
|  | 15 de julio         | 15 de julio         |       | 17 de julio        | 17 de julio         |                     |  |
|  | Atlético San Borja  | 0 (1)               |       | Atlético San Borja | 2                   |                     |  |
|  | JV Mariscal         | 0 (3)               |       |                    | Seminario           | 1                   |  |

| Campeón JV Mariscal |